# Raionul Luțk, Volîn
Luțk (în ucraineană Луцький район, transliterat: Luțkîi raion) este un raion în regiunea Volîn, Ucraina. Are reședința la Luțk.
Are o suprafață de 5.247,8 km². Populația este de 455.439 locuitori, determinată în 1 ianuarie 2022, prin bilanț demografic[*].